# Allium baluchistanicum
Allium baluchistanicum — вид рослин з родини амарилісових (Amaryllidaceae); ендемік Пакистану.

## Опис
Цибулина циліндрична, ≈ 9 см завдовжки; оболонка світло-брудно-коричневого кольору. Стеблина до 50 см заввишки. Листків 2–3, ниткоподібні. Зонтик ≈ 2 см впоперек. Квітів 8–15, нещільно розташовані. Листочки оцвітини еліптично-довгасті, білі, 3–4 мм завдовжки, жилки червонуваті.

## Поширення
Ендемік Пакистану — Белуджистан.